# Quận Delta, Texas
Quận Delta (tiếng Anh: Delta County) là một quận trong tiểu bang Texas, Hoa Kỳ. Quận lỵ đóng ở thành phố Cooper.
Năm 2000, dân số là 5.327. Nó được đặt tên theo hình dạng tam giác của nó, giống như chữ cái Hy Lạp Delta. Hai nhánh của sông Sulphur làm ranh giới phía bắc và phía nam, và gặp nhau tại điểm cực đông của nó. Quận Delta là một trong 30 cấm, hoặc quận khô.
Delta County chính thức là một phần của Dallas-Fort Worth Metroplex.

## Địa lý
Theo Cục điều tra dân số Hoa Kỳ, quận có tổng diện tích 278 dặm vuông (720 km ²), trong đó, 277 dặm vuông (718 km ²) là đất và dặm 1 vuông (2 km ²) của nó (0,30%) là diện tích mặt nước.